# Число Сліхтера
Число Сліхтера (англ. Slichter number; нім. Slichter-Zahl f) — безрозмірна функція Sl (m, ε) пористості m i структури пористого середовища ε, яка якісно характеризує коефіцієнт проникності k, м2:
k = dеф2 Sl (m, ε) ,
де dеф — ефективний діаметр частинок пористого середовища, м.
При фільтрації у фіктивному ґрунті число Сліхтера є функцією пористості, а при фільтрації в реальному ґрунті, крім того, функцією форми частинок і ступеня шорсткості їх поверхні.
Названо на честь вченого-гідрогеолога Чарльза Сліхтера.